# MT–LBu
Az MT–LBu (orosz betűkkel: МТ–ЛБу – многоцелевой транспортёр легкобронированный универсальный, magyarul: többcélú könnyű páncélozott szállító) egy szovjet gyártmányú többcélú, teljesen kétéltű páncélozott szállító jármű, melyet az 1960-as évek végén fejlesztettek ki az MT–LB alapján Objekt 10 gyári jelölés alatt. Erősebb motorral, 40 cm-el magasabb páncéltesttel, hosszabb alvázzal és oldalanként hét darab futógörgővel látták el.

## Fejlesztés
Az 1970-es években a Szovjet Központi Autó és Vontató Igazgatóság elindított egy programot, melynek célja az AT–P típusú tüzérségi vontatók leváltása volt egy új generációjú járművel. Az MT–L járművet, amely a PT–76 harckocsi alvázán alapult, erre a célra fejlesztették ki. Az MT–LB a jármű páncélozott változata volt. Sorozatgyártása az 1970-es évek elején indult, gyártása olcsó volt, mivel számos meglévő alkatrészeket felhasználtak, ideértve a motort, ami történetesen egy teherautó motorja volt. Az MT–LBu nagyobb, fegyvertelen változat, amely több speciális jármű alapját képezi. Gyártását a szovjet Harkovi Traktorgyárban, Lengyelországban (Stalowa Wola) és Bulgáriában (Beta JSCo.) végezték.

## Leírás
A személyzet – a vezető és a parancsnok – a jármű elejében kialakított fülkében helyezkedik el, a motor mögöttük kapott helyet. A jármű hátuljában kialakított küzdőtér 13 m³-es. A jármű képes 6500 kg-nyi teher vontatására. A jármű teljesen kétéltű, a vízben lánctalpaival hajtja magát.
A járművet 3-10 mm vastag könnyű páncélzattal látták el a kézifegyverek tüze és a tüzérségi lövedékek repeszei elleni védelem érdekében. A küzdőtér tetején lévő tetőajtó hátrafelé, a jármű hátulján lévő ajtó pedig oldalra nyílik. Az MT–LBu-n csak két lőrést alakítottak ki: egyet a jobb oldal elején, egyet pedig a hátsó ajtón.
A vezető rendelkezik egy TVN–2 infravörös periszkóppal, amely az OU–3GK infravörös/fehér keresőfénnyel kombinálva nagyjából 40 méteres látótávolságot biztosít éjszaka. Az MT–LBu-t felszerelték egy GO–27 vegyi és sugárfelderítő készülékkel, FVU szűrőrendszerrel és navigációs berendezéssel.

## Változatok

### Szovjetunió
- MT–LBU – alapváltozat.

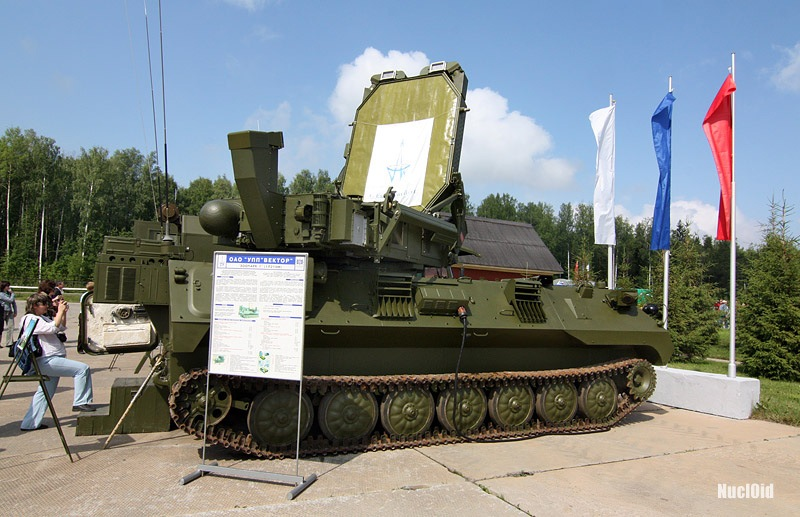
1L219M „Zoopark” radar a 2009-es Russian Expo Arms kiállításon.

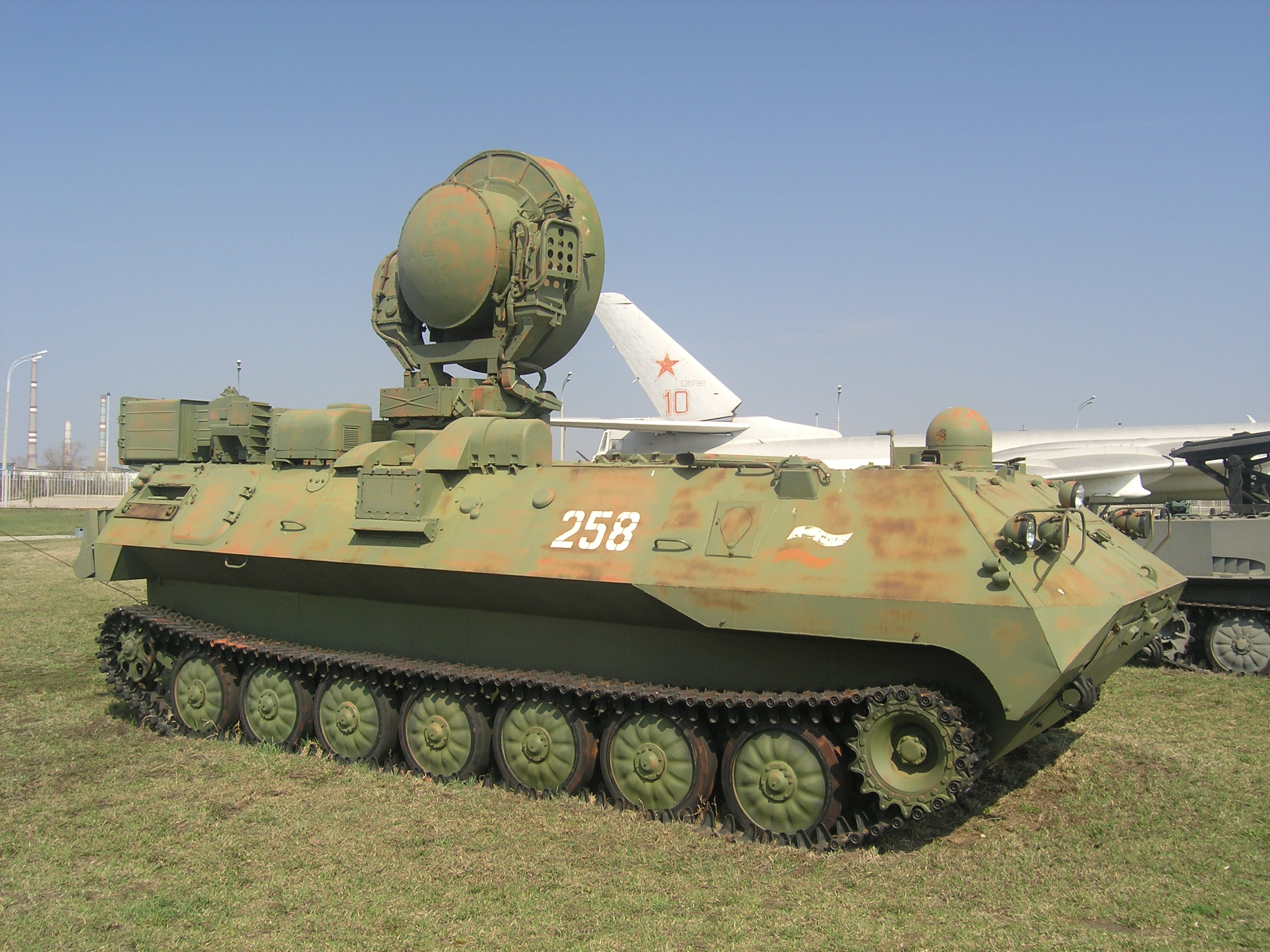
Mobil H-sávos 1RL–239 tüzérségi célfelderítő radar a Togliatti Technikai Múzeumban.

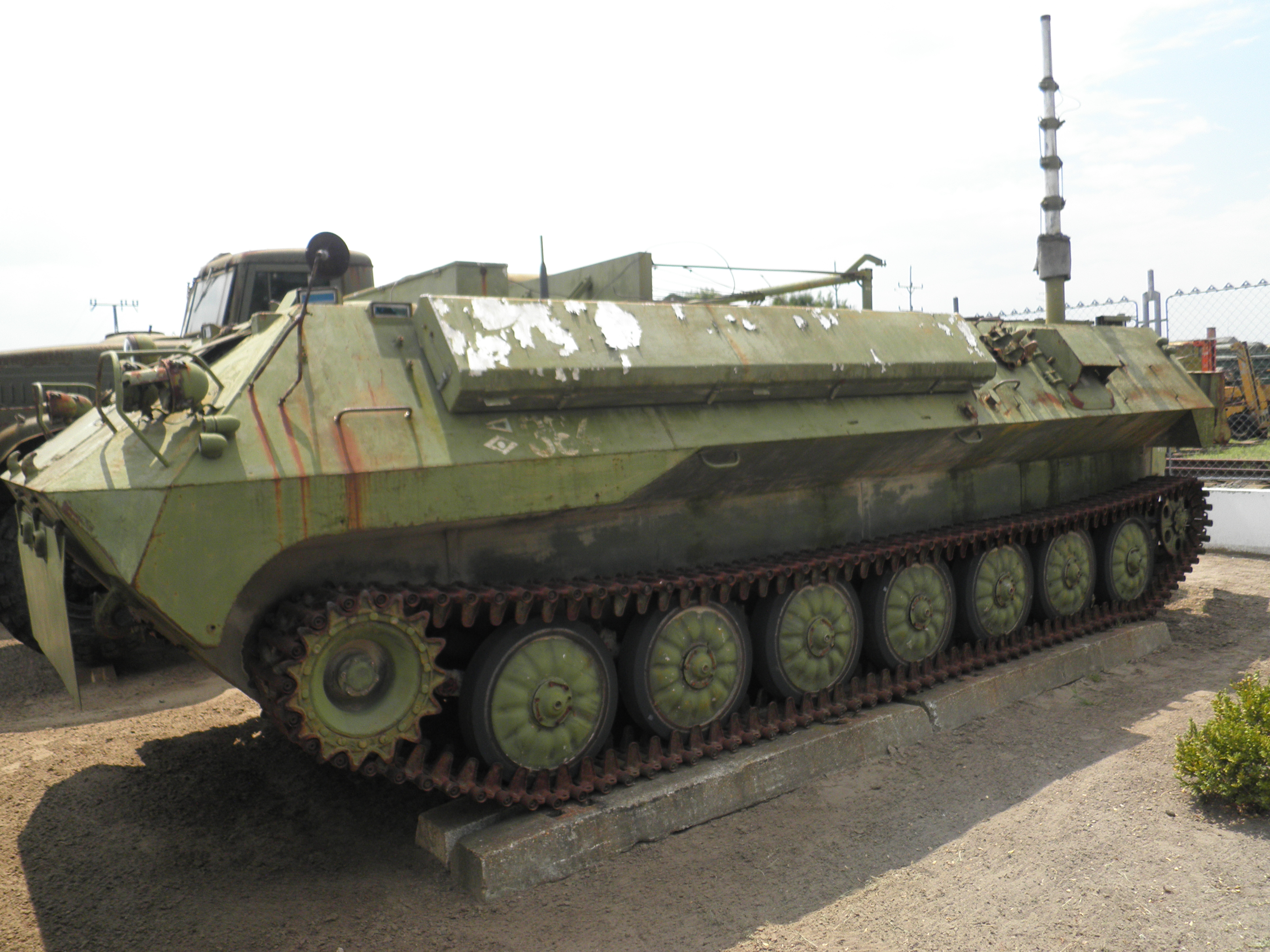
R–330P URH rádiózavaró állomás MT–LBu alvázon a keceli haditechnika parkban.

  - 1L259 „Zoopark–1” – az 1L219 tűzvezetőrendszer radarjárműje.
    - 1L259M „Zoopark–1M” – modernizált változat, melyet 2002-ben mutattak be.

  - 1L245
  - 1RL–243
  - 1SZ80 „Szborka” PPRU (podvizhnyj punkt razvedki i upravleniya) – G-sávos korai figyelmeztető radar a légvédelmi egységek számára, 80 km-es maximális hatótávolsággal. NATO jelölése a DOG EAR. Módosított változatai a PPRU–M, a PPRU–M1 és a PPRU–M1–2, ezeket 2007-ben mutatták be.
  - 1V12 „Masina” KSZAUO – tűzvezető rendszer (Комплекс средств автоматизированного управления огнем/kompleks sredstv avtomatizirovannogo upravleniya ognyom), 1974-ben rendszeresítették, a rendszer nyolc járműből áll, melyek között különböző típusok is megtalálhatóak. Különféle javításokat fejlesztettek ki a rendszerhez, ideértve az 1V12–3 „Masina–M”, az 1V12M „Faltszet”, az 1V12M–1 és az 1V12M–2 típusokat. A rendszereket az önjáró lövegekkel (2SZ1, 2SZ3, 2SZ5, 2SZ19) felszerelt tüzérségi egységek használják.
    - 1V13 – üteg-szintű tűzvezető központ, rendszerenként három darab. Személyzete hat főből áll, felszerelése tartalmazza a PAB–2AM célzót, távolságmérőket, egy APK vagy APPK automatikus adatfeldolgozó rendszert, három R–123M (vagy R–173) rádiókészüléket és egy PV–1 megfigyelőberendezést a torony tetején. A korai típusokat ellátták egy DSK–M géppuskával, a későbbi modelleket egy NSZVT géppuskával és egy GIV–8/8000 generátorral. Korábbi NATO jelölése: ACRV M1974/1.
    - 1V14 – ütegparancsnoki és megfigyelő jármű, rendszerenként három darab. Ezt a típust a toronyra és a jobb oldalra telepített VOP–7A, 1PN44 és DAK–2M megfigyelő rendszerekről lehet felismerni. A rádióberendezések ugyanazok, mint az 1V13 esetében, illetve rendelkezik egy további R–107 rádióberendezéssel is. Személyzete öt főből áll, fegyverzete egy 7,62 mm-es PKMB géppuska. Korábbi NATO jelölése: ACRV M1974/2a.
    - 1V15 – nagyon hasonlít az 1V14 járműre, de rendelkezik egy vékony antennapóznával az R–130M rádióhoz. Az egyik R–123M rádióberendezést egy R–111 típusúval váltották fel. Ez a típus a zászlóalj-parancsnok járműje. Korábbi NATO jelölése: ACRV M1974/2b.
    - 1V16 – zászlóalj-szintű tűzvezető központ 9V59 számítógéppel és MDK7 berendezéssel. Fegyverzete ugyanaz, mint az 1V13 esetében, rádióberendezései ugyanazok, mint az 1V15 esetében, illetve egy további R–326 rádióberendezés. Személyzete 6-7 fő. Korábbi NATO jelölése: ACRV M1974/3. A generátorral ellátott típusnak nincs tornya.

  - 9SZ714–N–18
  - 9V514 „Beta–3” – hadosztály-szintű számítógépes jármű, a PASZUV rendszerhez tartozik. A felszereléséhez tartozik egy Argon–40 számítógép és a T–244 adatfeldolgozó egység. 1980-tól 1990-ig gyártották.
  - ARK–1 (artilleriskiy radiolokatsionnyi kompleks) – mobil H-sávos 1RL–239 tüzérségi célfelderítő radar 15 km-es (tarackok) és 40 km-es (taktikai rakéták) észlelési távolsággal. Általában a hadosztályok felderítő ütegénél alkalmazzák.
    - ARK–1M – fejlesztett változat generátorral.

  - I–52 – aknaszóró jármű, melyet az 1990-es években fejlesztettek ki. A jármű tetején két aknaszóró berendezést helyeztek el, ezekben 90 darab harckocsi- és élőerő-elleni aknát lehet elhelyezni a következő típusokból: PFM–1, PMF–1SZ, KSZO–1, POM–1 vagy POM–2, GTM–1 és PTM–3.
  - KDKhR–1N „Dal” (kompleks nazemnoy distantsionnoy khimicheskoy razvedki) – nagy hatótávolságú vegyi felderítő rendszer, amely lézert használ a felderítéshez 1000 és 7000 méteres hatótávolságban. Ezen kívül TNA–4–6 navigációs rendszert, egy számítógépet, adatfeldolgozó egységet, PRKhR felderítő rendszert, egy GSZA–12 automatikus gázfelderítő készüléket, PGO–11 gázjelzőt, KPO–1 mintavételező készüléket és a „Karat” TV rendszert foglalja magában.
  - LKM3 vagy P–256B – kábelfektető változat.
  - MP21–25 – a járművek az 1972-ben kifejlesztett PASZUV Manjevr automatikus tábori parancsnoki berendezéshez tartoznak. A PASZUV–R berendezéshez (1984-től) tartozó járművek Redut–2P adatfeldolgozó egységgel rendelkeznek. Minden modell fel van szerelve egy 8 kW-os generátorral, egy AMU antennapóznával és néhány ostorantennával.
    - MP21 (9SZ743) – a hadosztályparancsnok és személyzete számára (MP21M), vegyi és sugárfelderítő csoport részére (MP21M–2) és felderítés számára (MP21M–3).
    - MP22 (9SZ716) – a légvédelmi erők parancsnoka számára épített változat.
    - MP23 – a légierő összekötő csoport számára R-809M2 rádióberendezéssel felszerelt változat.
    - MP24 (9SZ775) – a tábori tüzérség és a rakétás egységek parancsnoka számára épített változat (MP24M), a tüzérezredek vezérkari főnöke számára (MP24M–1) és a hadosztály-tüzérségi csoportok számára (MP24M–2). DAK–2 távolságmérővel és az 1V57M tüzérségi számítógéppel felszerelve.
    - MP25 (9SZ717) – radartól származó adatok feldolgozására épített változat.

  - MP22–1 „Ranzhir” (9SZ737) – mobil harcálláspont a 9K331 Tor ütegek számára ötfős személyzettel. A jármű alapfelszerelése a következőket tartalmazza: TNA–4–4 navigációs rendszer, E715–1–1 számítógép, VOP–7A irányzék, 137N és 134N generátorok, T–235–1L adatfeldolgozó egység, egy R–134 rádióberendezés, két R171M rádióberendezés, két R173M rádióberendezés, három R–173PM rádióberendezés, egy R–862 rádióberendezés, egy 10 méteres pózna és egy késantenna (az R–862-höz).
  - MP95 „Beta–4” – A PASZUV–R berendezés hadosztály-szintű számítógépes járműve, Argon–50 számítógéppel felszerelve.
  - MZSZ–83 (moshchnaya zvukoveshchatel’naya stantsiya) – Propagandajármű erőteljes hangszóróval.
  - PPRI–5 – hadosztály-szintű jeladó jármű.
  - R–149BMRg – jeladó jármű, két darab R–171M, egy R–163–50U, egy R–163–10V, egy R–134M, egy R–438, egy R–853 és egy R–012M rádióberendezésekkel, T–230–1A, T–240D és T–235–1U berendezésekkel és egy TA–2 telefonberendezéssel.
  - R–161B – HF/VHF jeladó jármű R–161 rádióberendezéssel, 1 kW-os kimeneti egységgel és 2000 m-es hatótávolsággal.
    - R–161BM – modernizált változat két darab R–161–10 rádióberendezéssel.

  - R–330B – URH rádiózavaró állomás. A teherautóra épített változata az R–330T.
  - R–330KB – mobil automatizált harcálláspont az R–330B és az R–378B rendszerekhez.
  - R–330P „Piramida–I” – URH rádiózavaró állomás 20-100 MHz kimeneteli egységgel és 25 km-es hatótávolsággal.
  - R–378B – URH rádiózavaró állomás 1000 W-os kimeneteli egységgel és 50 km-es hatótávolsággal.
  - R–381T „Taran” – hadosztály-szintű jelfelderítő jármű (kompleks radiotekhnicheskoj razvedki), amellyel a GAZ–66 teherautóra telepített R–381 „Rama” rendszert váltották fel. Egy teljes rendszer három típus hét járművéből áll:
    - R–381T1 „Taran 1” – befogóállomás (2 darab)
    - R–381T2 „Taran 2” – iránymérő állomás (4 darab)
    - R–381T3 „Taran 3” – a T1 és T2 irányítójárműve (1 darab).

  - R–412B – hadosztály-szintű troposzférikus reléállomás, két darab R–133 parabola-antennával és egy GAB–8–T/230 generátorral.
  - R–439BG „Legenda–2BG” – mobil SatCom állomás.
  - R–934B – URH rádiózavaró állomás.
  - TGM (transportnaya gusenichnaya mashina) – polgári szállítójármű.

### Lengyelország
A lengyel HSW S.A. (Huta Stalowa Wola S.A.) gyártotta licenc alapján az MT–LBu járművet.
- ZWDSz 1 (zautomatyzowany wóz dowódczo sztabowy) – az „Irys” parancsnoki járműje. 2002-ben lépett hadrendbe.

### Bulgária
- KSM 9SZ743 – parancsnoki jármű, nagyon hasonló a szovjet MP24 járműhöz, de 2000-ben modernizálták, új kommunikációs felszerelést kapott.
- Iszkra
- MTP–1 – akadálymentesítő jármű, hátul egy nagy tolólapáttal, a tetején egy 3000 kg terhelhetőségű daruval és jobboldalt elöl egy TKB–01 géppuskatoronnyal felszerelve (hasonlóan az MT–LB-hez). Súlya 14 tonna. Csak prototípus.
- KSTMSZ – parancsnoki jármű.
- KSM–R–55 – parancsnoki jármű R–55B kommunikációs rendszerrel felszerelve. Ehhez hozzátartozik az R–55R rádió, az R–55P vevőegység, R–33 VHF rádió és R–23 vevőegység.
- MSZP–1
- MSZP–2

### Magyarország
- MFAJ – műszaki felderítő akadály-elhárító jármű

### Svédország
- Pbv 4020 (pansarbandvagn) – az eredeti alváz svéd jelölése.
- Stripbv 4021 (stridsledningbandvagn) – parancsnoki jármű Ra 180, Ra 195 és Ra 422 rádióberendezésekkel.
- Sjvpbv 4024 (sjukvårdspansarbandvagn) – sebesültszállító jármű négy hordány számára elegendő hellyel.

### Finnország
- MT–LBu–TP (tulipatterin komentopaikkapanssarivaunu) – üteg-szintű harcálláspont. Az 1V13 módosított változata NSZVT géppuskával, 76 mm-es Wegmann ködgránátvetőkkel, tárolódobozokkal és egy generátorral. Személyzete nyolc főből áll. Az első három prototípust 1993-ban fejlesztették ki, az állomány további darabjait 1995 és 1997 között építették át.
- MT–LBu–P (paikantamispanssarivaunu) – módosított 1V14/15, navigációs járműnek használták. A külső módosításai megegyeztek az MT–LBu–TP típuséval, de PKM géppuskával fegyverezték fel.
- MT–LBu–PS (patteriston komentopaikkapanssarivaunu) – módosított 1V16, melyet zászlóalj-szintű harcálláspontnak használtak. Külsőleg nagyon hasonlít az MT–LBu–TP-re.

### Fehéroroszország
- TMPK Mul ((transportnaya mashina perednego kraya) – logisztikai jármű.
- TZM122 (transportno-zaryazhayushaya mashina) – tüzérségi egységek lőszerszállító járműje, főleg a 2SZ1 önjáró lövegekhez használják.
- SZM120 (samokhonyj minomyot) – aknavetőhordozó jármű, melyet a 120 mm-es 2B11 Szani aknavetővel szereltek fel. 48 darab lövedék szállítására képes.
- PPMP (podvizhnyj punkt meditsinkogo pomoshchi) – sebesültszállító jármű.

## Alkalmazók
- Azerbajdzsán
- Bulgária
- Csehország
- Fehéroroszország
- Finnország – 16 darab MT-LBu-P/PS/TP
- Grúzia
- Irak
- Kazahsztán
- Lengyelország
- Magyarország – 21 darab MFAJ
- Oroszország
- Örményország
- Svédország – 38 darab Pbv 4020, 12 darab Stripbv 4021 és 10 darab Sjvpbv 4024
- Szerbia
- Ukrajna

### Korábbi alkalmazók
- Német Demokratikus Köztársaság – 17 egységnyi 1V12 (136 darab jármű), 1 egységnyi PASZUV (18 darab jármű), 1 egységnyi R–381T „Taran” (5 darab jármű) és egy R–330P. Egy részüket eladták, a többit visszaadták a Szovjetuniónak vagy megsemmisítették.
- Szovjetunió – Az utódállamok kapták meg.

## Fordítás
Ez a szócikk részben vagy egészben  a   MT-LBu című angol Wikipédia-szócikk ezen változatának fordításán alapul.  Az eredeti cikk szerkesztőit annak laptörténete sorolja fel. Ez a jelzés csupán a megfogalmazás eredetét és a szerzői jogokat jelzi, nem szolgál a cikkben szereplő információk forrásmegjelöléseként.